# エルヴェ・クアク・コフィ
エルヴェ・クアク・コフィ（フランス語: Hervé Kouakou Koffi、1996年10月16日 - ）は、ブルキナファソのサッカー選手。ブルキナファソ代表。ポジションはGK。

## 選手歴
2015年11月にASECミモザに加入。
2017年6月21日に5年契約でリールに加入。8月20日にリーグ・アン初出場。
2021年7月6日、シャルルロワSCに3年契約で移籍。

## 代表歴
2015年アフリカ競技大会におけるサッカー競技に参加した。
2016年3月26日に行われたアフリカネイションズカップ2017予選のウガンダ代表戦で初出場。

## 個人
父のヤサント・コフィもブルキナファソ代表のサッカー選手。